# Guilherme Frangipani
Guilherme Frangipani (em italiano: Guglielmo Frangipani; em grego: Γουλιέλμος Φραγκιπάνης; m. 1337) foi um arcebispo latino de Patras e governante da Baronia de Patras na Grécia franca de 1317 até sua morte em 1337.

## Vida
Um membro da Ordem Franciscana, Guilherme Frangipani foi descendente duma proeminente família romana. Ocupando a sé de Patras desde 3 de janeiro de 1317, provou-se um prelado capaz e energético, e durante seu mandato atuou como um senhor virtualmente autônomo. Frangipani manteve laços íntimos com a República de Veneza — ele tornou-se um cidadão veneziano em 30 de janeiro de 1336 — e em 1321, como o Principado da Acaia foi ameaçado pelos avanços bizantinos sob Andrônico Asen, chefiou um movimento mal sucedido para oferecer à república o controle do que restava do principado.
No entanto, em 1325, participou junto com outros magnatas e senhores feudais do principado na recepção cerimonial do novo príncipe, João de Gravina, em Glarentza. Em 1329, foi nomeado como bailio do principado na ausência do príncipe, Roberto de Taranto. Ele foi o primeiro clérigo a ser nomeado para o posto, que ele manteve até 1331. Além de julgar diferenças entre os vários senhores feudais, sua principal responsabilidade durante estes anos foi o provisionamento das fortalezas acaias com cereais, que eram importados da Itália.
Após 1330, seguindo a política papal, opôs-se aos catalães do Ducado de Atenas, repetidamente excomungando-os. Embora até então um servo leal do principado, após a chegada de um novo bailio, Bertrando des Baux, no começo de 1336, suas relações com a administração principesca deteriorou rapidamente: Guilherme refutou prestar homenagem ao príncipe, e sua aquisição da cidadania romana assinalou um separação definitiva. Consequentemente, quando Frangipani morreu em 1337, Bertrando liderou cerco para Patras esperando reduzi-lo à obediência antes da chegada de seu sucessor, Rogério. Papa Benedito XII reagiu ao declarar a cidade "terra da Santa Igreja Romana" e colocou o principado sob interdição. Como resultado, Bertrando retirou-se, e o arcebispo tornou-se independente, embora seus feudos seculares ainda deviam lealdade e serviços para o príncipe.